# Apetahia longistigmata
Apetahia longistigmata là loài thực vật có hoa trong họ Hoa chuông. Loài này được (F.Br.) E.Wimm. mô tả khoa học đầu tiên năm 1948.